# Malvales
Le Malvali (Malvales Dumort., 1829) sono un ordine di angiosperme appartenente al clade Malvidi (o Eurosidi II).
Il genere tipo del raggruppamento è Malva.

## Descrizione
Generalmente, le Malvali sono caratterizzate da fiori regolari, con calice e corolla distinti, a 5 petali e 5 sepali, e stami numerosi. Tipicamente, il frutto è una capsula.
Le Malvali comprendono sia erbe che alberi. In Italia le specie legnose sono in minoranza, ma globalmente, a livello mondiale, la proporzione è invertita.

## Distribuzione e habitat
Le Malvali sono rappresentate in tutti i continenti, prevalentemente - ma non esclusivamente - nelle regioni calde.

## Tassonomia
La classificazione APG IV attribuisce a quest'ordine le seguenti famiglie (indichiamo con (I) quelle rappresentate in Italia):
- Bixaceae - 3 generi, (areale pantropicale)
- Cistaceae - 8 generi (emisfero boreale e Sudamerica) (I)
- Cytinaceae - 2 generi (Messico, bacino del Mediterraneo, Sudafrica, Madagascar) (I)
- Dipterocarpaceae - 16 generi in 2 sottofamiglie (regioni tropicali del Vecchio Mondo e Sudamerica)
- Malvaceae - circa 250 generi in 9 sottofamiglie (cosmopolita) (I)
- Muntingiaceae - 3 generi (America tropicale)
- Neuradaceae - 3 generi (Africa e Asia)
- Sarcolaenaceae - 8 generi (Madagascar)
- Sphaerosepalaceae - 2 generi (Madagascar)
- Thymelaeaceae - circa 50 generi (cosmopolita) (I)

Nel Sistema Cronquist le Neuradacee sono inserite nelle Rosali, le Timeleacee nelle Mirtali, mentre per alcuni autori le Cistacee appartengono a un ordine a sé stante, le Cistali e le Dipterocarpacee all'ordine delle Teali (entrambi questi ordini non sono ammessi da APG IV). Viceversa, Cronquist e altri studiosi inseriscono in quest'ordine la famiglia delle Elaeocarpaceae, che APG IV attribuisce invece alle Oxalidali.

## Filogenesi
Secondo APG, le Malvali sono strettamente affini alle Brassicali e anche alle Sapindali.
Pur esistendo una certa variabilità nella datazione precisa, gli autori concordano nell'indicare che quest'ordine si originò durante il Cretacico Superiore (tra 96 e 70 milioni di anni fa). Peraltro, anche nel Cretacico inferiore sono stati trovati reperti fossili che alcuni attribuiscono già alle Malvali.

## Importanza economica
Le Malvali comprendono piante di grandissima importanza economica, come il cacao, il cotone, la cola, e molte altre di uso più limitato (ivi compresa la stessa malva, usata per tisane).
Alcune specie hanno importanza ornamentale. Tra queste, il tiglio, che, oltre a essere un'importanza essenza forestale, è largamente usato per parchi e giardini; l'ibisco; la malvarosa (o malvone).
Un certo numero di specie viene sfruttata per il legname. Tra queste, merita una menzione particolare la balsa.